# Mara Redeghieri
Mara Redeghieri (Verbania, 10 febbraio 1961) è una cantautrice italiana, nota principalmente per la sua attività con il gruppo Üstmamò, di cui è stata cantante fino al 2003.
È stata coautrice, assieme a Gianna Nannini, del testo del brano Meravigliosa creatura.

## Discografia

### Con dioValzer
- 2010 – dioValzer
- 2015 – Attanadara

### Solista
- 2017 – Recidiva

### Con gli Üstmamò

#### Album in studio
- 1991 – Üstmamò
- 1993 – Üstmamò (II)
- 1996 – Üst
- 1998 – Stard'Üst
- 2001 – Tutto bene

#### Album dal vivo
- 1993 – Maciste contro tutti (con i C.S.I. e i Disciplinatha)
- 1993 – Leoncavallo Live
- 1996 – Baby Dull (Live & plastics)

#### Raccolte
- 2003 – ÜstBestMamò
- 2012 – Essential

### Collaborazioni
- 1994 – Il ritorno dei desideri dei Diaframma
- 1995 – Dispetto di Gianna Nannini
- 1996 – La grande famiglia dei Modena City Ramblers
- 1999 – Sexy dream dei Litfiba dall'album Infinito
- 2007 – GiannaBest di Gianna Nannini
- 2010 – Materiali resistenti di AA.VV.
- 2022 – Senza paura dei Tupamaros
- 2023 – Tredici canzoni urgenti di Vinicio Capossela